# Siège de Verceil (1617)
Pour les articles homonymes, voir Siège ou bataille de Verceil.
Guerre de succession de Montferrat
Batailles
- Trin (1613)
- Alba (1613)
- Moncalve (1613)
- Nizza Monferrato (1613)
- Verceil (1617)

Le siège de Verceil qui a eu lieu du 24 mai 1617 au 25 juillet 1617, durant la guerre de succession de Montferrat oppose les troupes du royaume d'Espagne commandées par Don Pedro de Tolède à la garnison du duché de Savoie.

## Contexte
La reine de France Marie de Médicis ayant ordonné au maréchal de Lesdiguières de quitter la Savoie, celui-ci, annonça à Victor-Amédée de Savoie la nécessité de repartir en France. Le 6 avril, alors que les troupes espagnoles étaient fortes de 30 000 hommes, les troupes françaises retournaient à leurs cantonnements.
Dès que le gouverneur du Milanais, Don Pedro de Tolède, sut que le duc de Savoie était réduit à ses seules forces, il réunit les siennes et leur firent passer le Pô, à Frassinet, et marcher sur Verceil, où le juge royal s'était engagé à lui livrer la ville. 500 cavaliers, portant chacun un fantassin en croupe, s'approchèrent de la ville avec confiance, mais le marquis de Caluso, averti de la traîtrise du juge, tendit aux Espagnols une embuscade et fit exécuter le juge. Le duc de Savoie s'empressa de jeter dans la place 600 hommes en renfort, qui arrivèrent juste la veille de l'investissement de la ville, le 24 mai.

## Déroulement
Le 3 juin, les Espagnols lancèrent 3 attaques contre la citadelle qui échouèrent.
Le 6 juin, après de fortes pluies, une crue emporta les ponts sur la Sesia, permettant aux assiégés d'effectuer une sortie avec 1 500 hommes contre le quartier des Allemands afin d'envoyer une estafette informer le duc de Savoie que la poudre à canon allait bientôt manquer.
Après la pluie, les Espagnols reconstruisent les ponts, s'emparèrent d'une redoute, creusèrent une sape et y mirent le feu, et pénétrèrent dans le chemin couvert. À peine installés, ils furent attaqués par la garnison et, après un long combat, les Espagnols se retirèrent avec perte. Immédiatement, le marquis de Caluso effectua une sortie, reprenant la redoute sur le glacis.
Le message étant arrivé au duc de Savoie, celui-ci envoie immédiatement 300 cavaliers, portant chacun un sac de poudre. Don Pedro de Tolède, ayant eu vent de l'affaire, fait alors avancer 500 cavaliers et quelques mousquetaires, soutenu par 500 autres cavaliers. La ligne de défense fut toutefois traversée, mais l'un des cavaliers tirant imprudemment un coup de pistolet, le feu prit à l'un des sacs de poudre, l'inflammation se communiqua et, en un instant, la troupe fut mise en pièces, ou se noya dans la Sesia. Seuls 30 chevaux parvinrent à entrer en ville. Le lendemain, les Espagnols lancèrent une nouvelle attaque, sans succès, mais la place ne pouvait plus tenir longtemps sans poudre à canon. À défaut de fer et de plomb, les défenseurs chargèrent les canons et les mousquets avec des pierres.
Cependant, le duc de Savoie s'avançait depuis Crescentin pour venir au secours des assiégés et campa à Santya. Malgré les sapes et les tirs continuels de 38 gros canons, les défenseurs savoyards ayant appris ce mouvement, redoublèrent d'ardeur.
Le 12 juillet, le comte Serbelloni, général de l'artillerie espagnole, fut tué. Remplacé par Don Pedro de Messia, celui-ci subit le même sort.
Le 19 juillet, Charles-Emmanuel parut enfin, et alimenta en poudre la citadelle. Mais, craignant d'être enveloppé, il fit rapidement retraite en direction d'Ivrée pour attendre l'arrivée de 4 000 Bernois. Les Espagnols ne suivirent pas Charles-Emmanuel, restant en position devant Verceil.
Le 22 juillet, ils tentèrent un nouvel assaut infructueux qui leur coûta 800 hommes.
Cependant, n'attendant désormais plus de secours et manquant de munitions, le marquis de Caluso capitule le 25 juillet et sort avec les honneurs de la guerre avec 2 100 hommes, dont 840 blessés, laissant la ville, la citadelle et le château aux mains des Espagnols.

## Bilan
Ce siège ayant coûté 6 000 hommes à Don Pedro, celui-ci souhaitait terminer la guerre et renouvela son offre de traité, qui fut refusé par le duc de Savoie, qui souhaitait la médiation de la France ou le retour du maréchal Lesdiguières, après la mort du maréchal d'Ancre et l'exil de la reine mère.